# Bohdan Heřmanský
Bohdan Heřmanský, také Theodor Herzmansky ( 29. ledna 1900 Hradec Králové – 17. prosince 1974 Praha) byl český malíř.

## Životopis
Narodil se v rodině c. a k. důstojníka, s otcovým převelením se rodina roku  1906 přestěhovala do Vídně. Bohdan tam v roce 1918 absolvoval reálné gymnázium a poté studoval tři semestry dějin umění na  vídeňské univerzitě. V roce 1920 studoval jeden semestr malířství na Královské akademii umění ve  Stockholmu. Prostřednictvím svého spolužáka a přítele  Johanna Wolfganga Schaukala (původem z Hranic) se seznámil s malířem  Antonem Koligem, jedním ze čtyř zakládajících členů Nötschského kroužku (Nötscher Kreis),  a v roce 1921 odjel do  Nötsche v  Korutanech, kde u Koliga studoval malířství společně se Schaukalem a Gerhartem Franklem,  jedním z prvních členů tamější Koligovy komunity. V následujících letech podnikl několik studijních cest po Evropě (1926 Paříž, ad.). 
V roce 1928 se usadil v Praze a od té doby uváděl své jméno pouze v české verzi. V roce 1938 měl soubornou výstavu ve Feiglově galerii v Praze.  Publikoval čtyři stati
o malířích Nötschského kroužku.
V letech 1946-1956 si musel vydělávat na živobytí jako optik a obráběč kovů, ale nadále se věnoval umělecké tvorbě. Ilustroval několik knih a účastnil se výstav.

## Dílo

### Malba a grafika
- Dva autoportréty, 1922, kresba, Albertina, Vídeň
- Pražský autoportrét s kloboukem, Praha 1930, olej na plátně, Österreichische Galerie Vídeň

### Teoretické práce
- Bohdan Heřmanský: Wiegeles drei Familienbilder, in: Mitteilungen der Österreichischen Galerie, 58, 1970.
- Bohdan Heřmanský: Die Männerakte Koligs und die österreichische Handzeichnung seiner Zeit, in: Alte und moderne Kunst, 120, 1972, s. 28–34.
- Bohdan Heřmanský: Der Nötscher Malerkreis, in: Mitteilungen der Gesellschaft für vergleichende Kunstforschung in Wien, 4, 1973.
- Bohdan Heřmanský: Anton Kolig, in: Mitteilungen der Österreichischen Galerie, 63/64, 1975/76, s. 138–170.